# Benno Rüttenauer

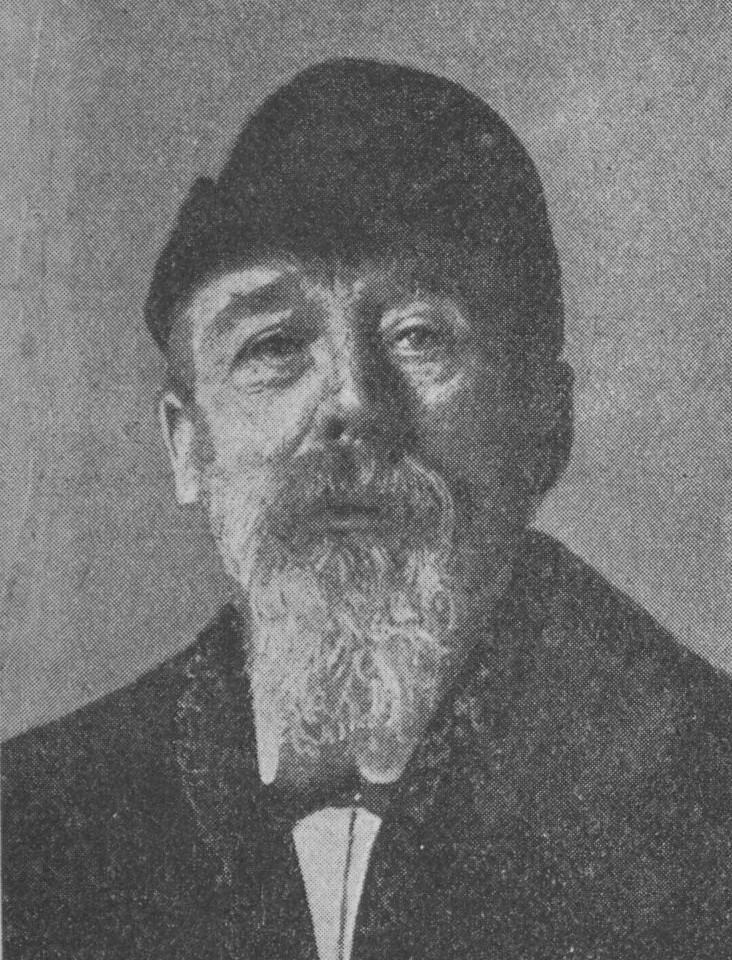
Benno Rüttenauer, um 1925

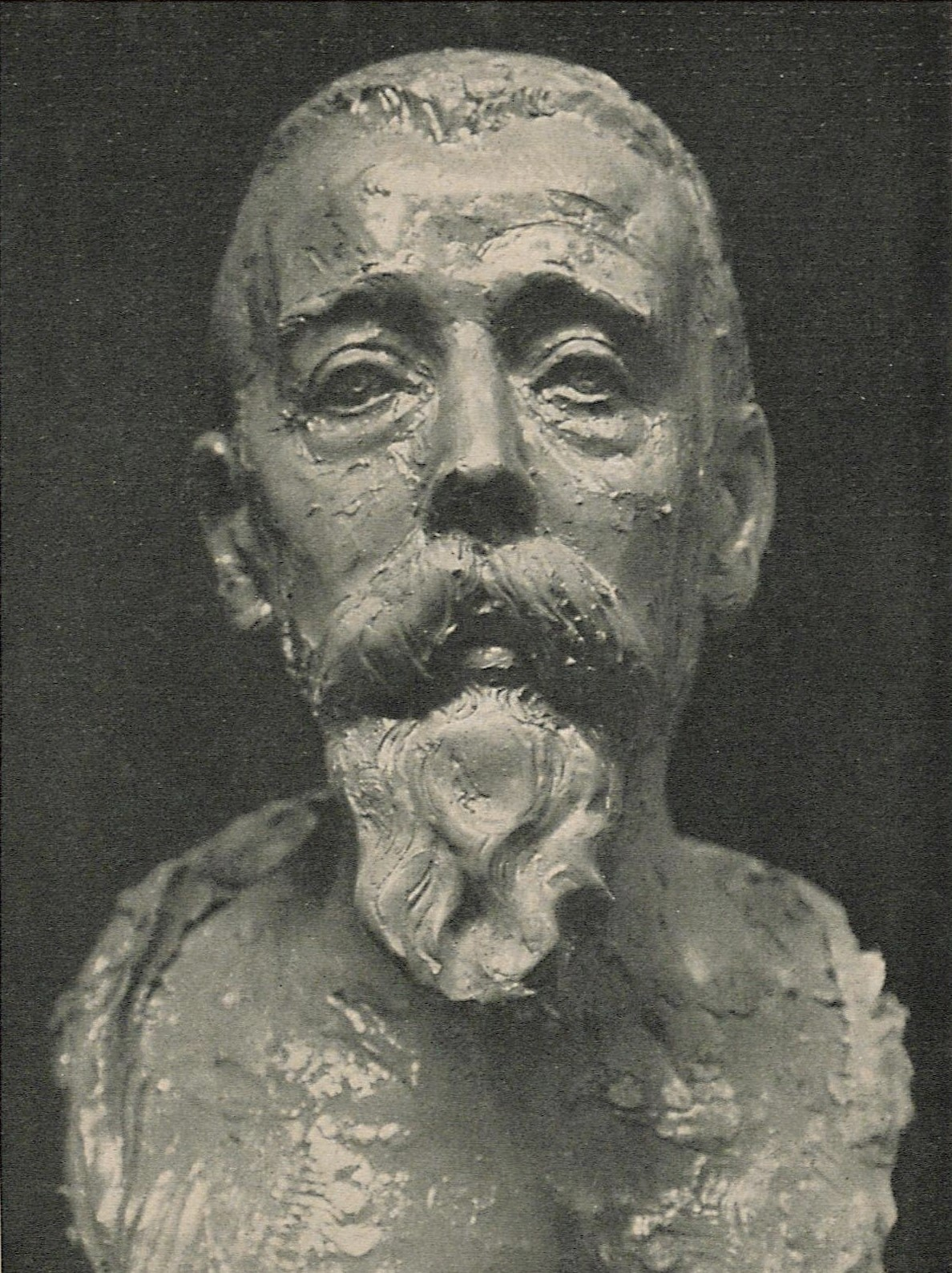
Charles Jaeckle: Büste Benno Rüttenauer

Benno Rüttenauer - Bronzebüste

Benno Rüttenauer (* 2. Februar 1855 in Oberwittstadt; † 1. November 1940 in München) war ein deutscher Lehrer, Schriftsteller und Übersetzer. 

## Leben
Rüttenauer besuchte das Lehrerseminar in Ettlingen, war danach Gymnasiallehrer und promovierte 1882 an der Universität Freiburg i. Br. Ab 1888 war er Lehrer in Mannheim. 1903 beendete er seine Lehrertätigkeit, um sich am 13. Juni in München als Schriftsteller und „Privatgelehrter“ niederzulassen. Hier heiratete er am 6. Februar 1904 Karoline Stahl, die aus einer bekannten Mannheimer Kaufmannsfamilie stammte. Aus der Ehe gingen der Sohn Ernst Wolfgang (* 3. Dezember 1904–1957) und die Tochter Irmgard Maria (* 31. Oktober 1906) hervor.
Mit der renommierten Schriftstellerin Gabriele Reuter hatte Rüttenauer die 1897 geborene Tochter Elisabeth Reuter, genannt Lili, die später den Maler Johannes Maximilian Avenarius heiratete.
Isabella Rüttenauer ist eine Schwiegertochter Rüttenauers, Andreas Rüttenauer ein Urenkel.
Benno Rüttenauers Schaffen umfasste Essays zu Kunst und Literatur, Erzählungen mit autobiografischem und lokalem Hintergrund, historische Romane und Übersetzungen von Honoré de Balzac und Stendhal. Eine gewisse Berühmtheit erlangte der Alexander Schmälzle – nicht zuletzt wegen des darin vorkommenden Preußisch-Österreichischen Kriegs von 1866. Hier hat er eigene Erfahrungen, die er als 11-jähriger Bub mit dem Kriegsgeschehen machte, verarbeitet. Rüttenauer selbst wehrte sich allerdings dagegen, den Alexander Schmälzle als Autobiographie einzustufen.
Rüttenauers bewegte Vita brachte es mit sich, dass ihn heute zwei Orte als ihren Sohn betrachten: Einerseits Oberwittstadt als Stätte seiner Kindheit und Jugend und später als Schauplatz literarischer Erzählungen, andererseits München, wo er nach Reisen durch Frankreich und Italien 1903 sesshaft wurde und somit seine ganze zweite Lebenshälfte verbrachte. Mit dem Umzug nach München gab er den Lehrerberuf auf, um sich ausschließlich seiner schriftstellerischen Tätigkeit zu widmen. Er wurde eine aktive Größe des Münchener respektive Schwabinger Kulturlebens.
Das Tagebuch einer Dame (1907) löste einen gesellschaftlichen Skandal und einen Zensurprozess aus. Herausgeber war Benno Rüttenauer. Die späteren Angriffe voraussehend verfasste er als „eine Freundin“ eine apologetische Einleitung.
Die Tolldreisten Geschichten nach Balzac wurden sein größter Erfolg. Das Werk erlebte zahlreiche Neuauflagen. Die jüngste Auflage erschien 1987 bei Suhrkamp / Insel.
Im Münchener Literaturarchiv Monacensia befinden sich Briefe und Im Stadtarchiv Würzburg Manuskripte von Benno Rüttenauer.

## Ehrungen
- 1925: Benno Rüttenauer zum siebzigsten Geburtstag von Wilhelm Schäfer
- 1930: Ehrenbürger von Oberwittstadt, Benno-Rüttenauer-Straße in Oberwittstadt
- 1930: Festbankett der Stadt München zu Ehren Rüttenauers 75-stem Geburtstag
- 1940: Johann-Peter-Hebel-Preis
- 1947: Rüttenauerplatz in München-Obermenzing.
- 1975: Anlässlich der 1200-Jahr-Feier von Oberwittstadt wurde Benno Rüttenauer als  der berühmteste Sohn des Orts  gewürdigt.

## Bibliographie
- Zur Vorgeschichte des Kriticismus und Idealismus. Dissertation, Freiburg i. Br. 1882 (online – Internet Archive).
- Siebenschön.  Leipzig 1884.
- Sommerfarben. Optimistische Geschichten. Reclams Universal-Bibliothek, Nr. 2499, Leipzig 1888.
- Unmoderne Geschichten.  Heidelberg 1894.
- Heilige.  Heidelberg 1895.
- Zeitiges & Streitiges.  Heidelberg 1895.
- Malerpoeten. Strassburg, 1897.
- Zwei Rassen.  Berlin 1898.
- Symbolische Kunst. Strassburg 1900.
- Walpurgisnächte. Hillger, Berlin 1900.
- Der neue Troubadour. Hillger, Berlin 1901.
- Kunst und Handwerk. Essays. Ueber Kunst der Neuzeit 7. Heft. Heitz & Mündel, Straßburg 1902.
- Studienfahrten. Farbenskizzen mit Randglossen aus Gegenden der Kultur und Kunst. Essays. Strassburg, 1902.
- Larissa, Roman einer Tänzerin. Leipzig: Herrmann Seemann Nachfolger, 1903.
- Der Kampf um den Stil. Aussichten und Rückblicke. Essays. Heitz & Mündel, Straßburg 1905.
- Jesus Christus als sittliches Ideal. München-Schwabing 1905 ((online – Internet Archive)).
- Weltgeschichte in Hinterwinkel. Aus den Denkwürdigkeiten eines ehemaligen Ziegenhirten. Verb. der Kunstfreunde in den Ländern am Rhein, Düsseldorf 1909.
- Prinzessin Jungfrau. München 1911.
- Die Enkelin der Liselotte. München 1912.
- Graf Roger Rabutin. Die Beichte eines Leichtfertigen. Xenien-Verlag, Leipzig 1912 (enthält: Graf Roger Rabutin; Der Schutzengel des Königs; Von Einem, der sich für den Ritter Blaubart hielt).
- Von Einem, der sich für den Ritter Blaubart hielt. Xenien-Verlag, Leipzig 1913.
- Tankred. Die Geschichte des verheimlichten Prinzen. Georg Müller, München 1913.
- Am Mägdefelsen. Hillger, Berlin 1913.
- Alexander Schmälzle. Lehrjahre eines Hinterwinklers. 2 Bände. Deutsche Hausbücherei, Hamburg 1913.
- Bertrade. Die Chronik des Mönchs von Le Saremon. Georg Müller, München 1918.
- Aus der Landschaft von Hinterwinkel. Erzählungen. Reuß & Itta, Konstanz 1920.
- Pompadour. Fünfundzwanzig historische Novellen nebst einem unhistorischen Nachtisch. Georg Müller, München 1921.
- Die hl. Angelika und ihre unheilige Patronin. Freiburg (Baden) : W. Heinrich, 1922.
- Der Pfeifer von Niklaushausen. R. Pfeiffer, Würzburg 1924.
- Der Blaustrumpf am Hofe. Ein Frauenspiegel aus dem Rokoko. Georg Müller, München 1925.
- Der Gott und der Satyr. Weltgeist-Bücher 1927.
- Der nackte Kaiser. Georg Müller, München 1927.
- Alexander Schmälzle. Deutsche Hausbücherei, Hamburg 1930.
- Frau Saga. Historien und Legenden. Georg Müller, München 1930.
- Der Teufel als Glöckner. Kösel & Pustet, München 1933.

als Übersetzer, Herausgeber, Verfasser der Einleitung:
- Honoré de Balzac: Die schöne Imperia. Enck-Verlag, Berlin-Tempelhof 1925.
- Honoré de Balzac: Der Succubus. Reiher-Verlag, Weimar 1924.
- Honoré de Balzac: Die dreissig tolldreisten Geschichten, genannt Contes drolatiques. Zwei Bände. Leipzig: Insel-Verlag, 1911 (online Ausgabe Piper München 1908 – Internet Archive).
- Honoré de Balzac: Die lässliche Sünde. P. Stangl [K. Knippe], München-Pullach 1923.
- Johann Wolfgang von Goethe: Reimsprüche. In sinnverwandter Zusammenstellung herausgegeben und eingeleitet von Benno Rüttenauer - Strecker & Schröder, Stuttgart 1922.
- Stendhal: Aphorismen aus Stendhal. Über Schönheit, Kunst und Kultur. Ausgezogen und in deutscher Übersetzung zusammengestellt von Benno Rüttenauer. J. H. Ed. Heitz, Straßburg 1901.
- Unserer Lieben Frauen Leben in 20 Holzschnitten von Albrecht Dürer. Mit einer Einleitung von Benno Rüttenauer, Düsseldorf, 1920.
- Louis Armand Lauzun de Gontaud: Die Memoiren des Herzogs von Lauzun. Georg Müller, München 1912.
- Elfriede Meinhold: Tagebuch einer Dame. Piper, München 1907.
- Lucas Cranach: Aus Lukas Cranachs Holzschnitten. Berlin 1907.
- Jean-François Paul de Gondi: Der Kardinal. München 1912. Neuausgabe: Die Denkwürdigkeiten des Kardinals Retz Retz, München: Georg Müller 1913.
- P. Hilarius à la Santa Clara O.Q.S.F: Der kleine Bolland oder Acta Sanctorum minora d.i. Zwanzig frommheitere Legenden in an mutige und höchst erbauliche deutsche Reime gebracht. München 1893.